# Enypia perangulata
Enypia perangulata là một loài bướm đêm trong họ Geometridae.